# 白根秀樹
白根秀樹，日本動畫編劇。初期出道，主要參加小學館企劃作品。曾隸屬於Studio，參與多套黑田洋介系列構成的作品。亦經常被岩崎良明監督欽點參與製作。

## 劇本作品

### 電視動畫
- 電光快車俠（超特急ヒカリアン，1997年）系列構成（與井上敏樹共同擔當）
- （1998年）
- （1999年）
- （1999年）
- （2001年）
- 電光快車俠2（電光超特急ヒカリアン，2002年）
- 天地無用！ GXP（天地無用! GXP，2002年）
- 陸上防衛隊（陸上防衛隊まおちゃん，2002年）
- （2003年）系列構成
- 闇與帽子與書的旅人（ヤミと帽子と本の旅人，2003年）
- 愛的魔法（まぶらほ，2003年）
- 老師的時間（せんせいのお時間，2004年）系列構成
- （2004年）系列構成
- 熱拳本色1（リングにかけろ1，2004年）
- 極上生徒會（極上生徒会，2005年）
- 灼眼的夏娜（灼眼のシャナ，2005年）
- 女子高生 GIRL'S-HIGH（女子高生 GIRL'S-HIGH，2006年） 系列構成
- 蜘蛛戰神記 第一部（スパイダーライダーズ 〜オラクルの勇者たち〜，2006年）
- 熱拳本色1 日美決戰篇（リングにかけろ1 -日米決戦編-，2006年）
- 史上最強弟子兼一（史上最強の弟子ケンイチ，2006年）
- 王牌投手 振臂高揮（おおきく振りかぶって，2007年）
- 蜘蛛戰神記 第二部（スパイダーライダーズ 〜よみがえる太陽〜，2007年）
- 灼眼的夏娜Ⅱ（灼眼のシャナII，2007年）
- 獸神演武（獣神演武 -HERO TALES-，2007年）
- ，（2007年）
- 全力兔（全力ウサギ，2008年）
- 楚楚可憐超能少女組（絶対可憐チルドレン，2008年）
- 四葉遊戲（クロスゲーム，2009年）
- Phantom 〜Requiem for the Phantom〜（2009年）
- 旋風管家 第二季（ハヤテのごとく!!，2009年） 系列構成（與黑田洋介共同擔當）
- 女王之刃 流浪的戰士（クイーンズブレイド 流浪の戦士，2009年）
- 神隱之狼（おおかみかくし，2010年）
- 野狼大神與七位夥伴（オオカミさんと七人の仲間たち，2010年）
- 熱拳本色1 影道篇（リングにかけろ1 影道編，2010年）
- 食夢者瑪莉（夢喰いメリー，2011年）系列構成、全話劇本
- 緋彈的亞莉亞（緋弾のアリア，2011年）系列構成
- 熱拳本色1 世界大會篇（リングにかけろ1 世界大会編，2011年）
- 約會大作戰（デート・ア・ライブ，2013年）系列構成
- 兩人是少女福爾摩斯（ふたりはミルキィホームズ，2013年）系列構成
- 約會大作戰Ⅱ（デート・ア・ライブⅡ，2014年）系列構成
- 三坪房間的侵略者（六畳間の侵略者！？，2014年）
- 偵探歌劇 少女福爾摩斯 TD（探偵歌劇 ミルキィホームズ TD，2015年）
- 在地下城尋求邂逅是否搞錯了什麼（ダンジョンに出会いを求めるのは間違っているだろうか，2015年）系列構成
- HUNDRED百武裝戰記（ハンドレッド，2016年）系列構成
- 在地下城尋求邂逅是否搞錯了什麼 外傳 劍姬神聖譚（ンジョンに出会いを求めるのは間違っているだろうか外伝ソード・オラトリア，2017年）系列構成
- 我的女友是個過度認真的處女bitch（僕の彼女がマジメ過ぎるしょびっちな件，2017年）系列構成
- 約會大作戰Ⅲ（デート・ア・ライブⅢ，2019年）系列構成
- 嘆氣的亡靈想隱退 ～最弱獵人的最強隊伍育成術～(嘆きの亡霊は引退したい ～最弱ハンターによる最強パーティ育成術～，2024年)系列構成

### OVA
- 灼眼的夏娜SP（灼眼のシャナSP，2006年）
- 絕對衝激 ～柏拉圖之心～（絶対衝激 〜PLATONIC HEART〜，2008年）系列構成
- 異世界聖機師物語（異世界の聖機師物語，2009年）系列構成
- 灼眼的夏娜S（灼眼のシャナS，2009年）
- 女王之刃 美麗的鬥士們（クイーンズブレイド 美しき闘士たち，2010年）
- 偷×看（ノゾ×キミ，2014年）系列構成
- 天地無用! 魍皇鬼（第4期）（天地無用! 魍皇鬼，2016年）系列構成

### 遊戲
- 極上生徒會（極上生徒会，2005年）

### 劇場版
- 約會大作戰劇場版"萬由里 審判"（劇場版デート・ア・ライブ 万由里ジャッジメント，2015年）腳本

## 其他
- 小説 （　天地無用！ GXP 1（2003年）（與梶島正樹共同擔當）
- （2006年）（雜誌讀者參加企劃）